# 시베리안 허스키 (밴드)
시베리안 허스키(Siberian Husky)는 대한민국의 록 밴드이다.

## 멤버
- 이용운 - 기타

## 이전 멤버
- 임승준 (임완호에서 법정개명) - 베이스
- 김정호 - 드럼
- 故 최우석 - 드럼
- 이세훈 - 드럼
- 심규환 - 베이스
- 윤해선 - 키보드
- 김승진 - 키보드
- 임경일 - 드럼
- 혁 (최혁) - 드럼
- 故 박태현 - 드럼
- 故 유수연 - 보컬

## 음반
- Triangle (2005년)
- Water Ball (2006년)
- 오늘밤에 (2008년)
- 네 번째 아이 (2010년)
- 너에게 듣고 싶은 이야기 (2011년)
- Real Sound (2012년)
- Odd Eyes (2013년)
- 그대와 함께 (2015년)
- 겨울, 봄 (2016년)
- As a Siberianhusky (2023년)

### 참여 앨범
- 마비노기 영웅전 시즌 2 OST
- 서바이벌 TOP밴드2 16강-B
- 大한민국을 怒래한다
- Be The Reds, Go Devils
- 2003 K-Rock Championshiop
- Tribute To Songolmae With Originals
- 오~! 필승 코리 Rock Festival
- The Flight Of The Rock 2 (락닭의 울음소리 Vol.2)
- 新가요
- 이미숙의 다이어리
- KBSN 프로농구 주제가 Slam Dunk

## 수상 경력
- 2001년 라이브 인터넷 락 페스티발 대상 (곡명:도마뱀)
- 2007년 광명음악밸리축제 벅스 창작음악제 대상 작품상 (곡명:오늘밤에)